# 鞍山号驱逐舰
鞍山（舷号：101）原名""，是20世纪50年代中国引进的苏联制07型驱逐舰，隶属于中国海军北海舰队。

## 历史
1936年9月25日在尼古拉耶夫造船厂（代号一九八厂）开始建造大部件，原名“匆忙”号（Поспешный）。铁路运输到符拉迪沃斯托克达尔扎沃德造船厂(代号二〇二厂)，1937年7月铺设龙骨。1939年4月6日下水。1941年1月9日入役。更名为“坚决”号（Решительный，国内旧译“果敢”号，音译名“列什切内依”号）。1951年7月3日至1953年10月8日在海参崴的达尔扎沃德厂大修。
1954年10月13日驶抵青岛，同月24日被命名为“鞍山”舰（舷号101），25日正式服役。原舷号为201。1974年3月至10月改装成导弹驱逐舰。1974年10月改舷号为101。 1992年4月24日鞍山舰退役，服役期长达38年。鞍山舰航行10万多海里，是世界范围内服役时间最长的驱逐舰之一。鞍山号驱逐舰是中国海军的第一艘驱逐舰，被海军官兵称为“四大金刚”之首。它曾是中国海军最大的水面战斗舰，现退役后陈列于青岛海军博物馆。
101“鞍山”舰交付中国海军后的首任舰长是苏军（1921年－2004年6月16日），苏军曾兼任驱逐舰第一大队大队长，于1960年毕业于苏联伏罗希洛夫海军学院，后来官至北海舰队司令员。1992年101“鞍山”舰退役时最后一任舰长苏海音是“鞍山”舰首任舰长苏军之子。
1980年5月19日，鞍山号驱逐舰在青岛黄海海域举行刘少奇骨灰撒放仪式。